# Multiverso mosaico
El universo mosaico es un tipo de multiverso de Nivel I, según la clasificación de Max Tegmark, caracterizado por un espacio-tiempo infinito y constituido por innumerables universos o burbujas-Hubble como el nuestro. El término fue propuesto por Brian R. Greene., y podría denominarse también como megauniverso o megaverso.
Una predicción genérica de la inflación cósmica es un universo ergódico infinito, el cual, por su infinitud, debe contener volúmenes de Hubble que contemplen todas las condiciones iniciales.
Un universo infinito debería englobar un número infinito de volúmenes de Hubble, todos ellos con leyes y constantes físicas iguales a las nuestras.
Sin embargo, casi todos ellos serán diferentes de nuestro volumen de Hubble en cuanto a configuraciones tales como la distribución de la materia en el volumen.
Según las teorías actuales, algunos procesos ocurridos tras el Big Bang repartieron la materia con cierto grado de aleatoriedad, dando lugar a todas las distintas configuraciones cuya probabilidad es distinta de cero.
Nuestro universo, con una distribución casi uniforme de materia y fluctuaciones iniciales de densidad de 1/100.000, podría ser un representante típico —al menos entre los que contienen observadores—.
Siendo infinito el número de tales volúmenes, algunos de ellos son muy similares e incluso iguales al nuestro. Así, más allá de nuestro horizonte cosmológico, existirá un volumen de Hubble idéntico al nuestro.
Tegmark estima que un volumen exactamente igual al nuestro estaría situado aproximadamente a una distancia de 10(10115) m —un número más grande que un gúgolplex—.